# Звягинцев, Георгий Николаевич
Георгий Николаевич Звягинцев (26 мая 1916 — 4 октября 1998, Москва) — советский самбист, дзюдоист и борец классического стиля, Заслуженный тренер СССР (1965). Судья всесоюзной категории по вольной и классической борьбе (1956).
Выпускник ГЦОЛИФК 1939 года. Участник Великой Отечественной войны.

## Биография
В 1935 году стал заниматься классической борьбой под руководством Александра Соловова в ДСО «Пищевик». Во время учёбы в ГЦОЛИФКе начал заниматься дзюдо.
В 1939—1940 годах тренировался в ЦДКА, где его наставником был Андрей Будзинский. Звягинцев участвовал в чемпионатах Москвы 1939 года и СССР 1940 года по самбо.
Участвовал в Великой Отечественной войне. С 1942 года служил в разведке, взял около 20 языков. Был награждён орденами и медалями. Окончил войну в звании лейтенанта.
C 1954 года начал работать в ЦДСА. Был тренером и начальником команды ЦДСА по самбо, главным тренером Вооружённых Сил СССР по самбо и дзюдо, тренером сборной команды СССР по дзюдо.
Похоронен на Котляковском кладбище в Москве.

## Память
В Москве действует клуб самбо «Звягинец» созданый его учеником, Е.Я Гаткиным, названный так в честь Георгия Звягинцева.

## Известные воспитанники
- Степанов, Олег Сергеевич (1939—2010) — советский дзюдоист и самбист, заслуженный мастер спорта СССР (1965), заслуженный тренер СССР;
- Кузнецов, Виталий Яковлевич (1941—2011) — заслуженный мастер спорта СССР по дзюдо и самбо, мастер спорта СССР по вольной и греко-римской борьбе;
- Мищенко, Борис Павлович (1936) — советский самбист и дзюдоист, чемпион и призёр чемпионатов СССР по самбо, призёр чемпионатов Европы по дзюдо, полковник в отставке, главный тренер сборной СССР по дзюдо на Олимпийских играх 1980 года в Москве;
- Керод, Ярослав Михайлович (1934) — советский самбист, чемпион и призёр чемпионатов СССР, мастер спорта России международного класса, тренер по дзюдо, заслуженный тренер СССР;
- Суслин, Сергей Петрович (1944—1989) — советский дзюдоист и самбист, чемпион СССР по самбо, чемпион Европы по дзюдо, призёр чемпионатов Европы и мира по дзюдо, заслуженный мастер спорта СССР.
- Гаткин, Евгений Яковлевич (1954—2022) — доктор медицинских наук, хирург, мастер спорта СССР, тренер по самбо и дзюдо.[4]